# Dvorana Velesajam
Die Dvorana Velesajam (deutsch Messehalle) ist eine Eissporthalle im Stadtteil Novi Zagreb der kroatischen Hauptstadt Zagreb.

## Nutzung
Die Dvorana Velesajam wird von den Zagreber Vereinen KHL Mladost Zagreb und KHL Zagreb für deren Spiele in der kroatischen Eishockeyliga benutzt. Zudem trug das Team Zagreb, eine Spielgemeinschaft von Mladost Zagreb und KHL Medveščak Zagreb aus der multinationalen Profiliga Slohokej Liga, seine Heimspiele hier aus. Der einzige Fraueneishockeyverein des Landes, der KHL Grič, ist ebenfalls Nutzer des Stadions.
Zudem ist die Eisfläche mehrmals pro Woche für die Allgemeinheit geöffnet.